# Homalomena gaudichaudii
Homalomena gaudichaudii är en kallaväxtart som beskrevs av Heinrich Wilhelm Schott. Homalomena gaudichaudii ingår i släktet Homalomena och familjen kallaväxter. Inga underarter finns listade.